# Centropyge bispinosa
Centropyge bispinosa är en dvärgkejsarfisk som blir ca 10 cm lång. Den lever i små grupper eller som ensamma individer och födan består av alger. Centropyge bispinosa förekommer som akvariefisk, dock är den inte lämpad för nybörjare.
Centropyge bispinosa blir upp till 115 mm lång. Den har 14 taggstrålar samt 16 till 18 mjukstrålar i ryggfenan. I analfenan finns 7 taggstrålar och 17 till 19 mjukstrålar.
Utbredningsområdet i Stilla havet sträcker sig från södra Japan till södra Oceanien och östra Australien. Det fortsätter över Sydostasiens öar till Indiska oceanen. Där hittas arten även från södra Indien till Madagaskar och längs östra Afrikas kust från Kenya till nordöstra Sydafrika. Denna dvärgkejsarfisk vistas i regioner som ligger 5 till 50 meter under havsytan. Arten hittas vanligen vid korallrev. Antingen lever exemplaren ensam eller en hanne lever tillsammans med upp till tre honor. Födan utgörs främst av alger.
Några exemplar fångas och hölls i akvarium. Hela populationen anses vara stabil. IUCN listar arten som livskraftig (LC).